# رونالد إل. رو جونيور
رونالد إل. رو جونيور (بالإنجليزية: Ronald L. Rowe Jr.)‏ (من مواليد 11 نوفمبر 1973) هو ضابط إنفاذ قانون أمريكي شغل منصب نائب مدير جهاز الخدمة السرية للولايات المتحدة من عام 2023 إلى عام 2025 ومدير الوكالة بالإنابة من منتصف عام 2024 إلى أوائل عام 2025. تم تعيين رو في المنصب بعد استقالة مديرة الخدمة السرية السابقة كيمبرلي شيتل في عام 2024، وسط انتقادات شديدة للخدمة السرية بعد محاولة اغتيال دونالد ترامب في بنسلفانيا.

## الحياة المبكرة والتعليم
تخرج رونالد رو جونيور عام 1994 بدرجة البكالوريوس في الآداب في علم الإجرام والعدالة الجنائية من جامعة ماريلاند في كوليدج بارك. عام 2007 حصل على درجة الماجستير في العلوم الإدارية من جامعة لين في بوكا راتون، فلوريدا. أكمل برنامج القادة التنفيذيين في الدفاع والأمن الداخلي في عام 2019، في كلية الدراسات العليا البحرية في مونتيري، كاليفورنيا.

## العمل
عام 1995 انضم رونالد رو جونيور إلى إدارة شرطة ويست بالم بيتش وعمل هناك كضابط دورية لمدة أربع سنوات، وترقى إلى رتبة رقيب.
عام 1999 بدأ العمل في جهاز الخدمة السرية. بصفته مستشار لسياسة الأمن القومي وإنفاذ القانون عام 2011، دعم مجلس الأمن القومي في صياغة استراتيجيات الرئيس المضادة للتجسس الاقتصادي الذي ترعاه الدولة وسرقة الملكية الفكرية، بما في ذلك الأسرار التجارية، من الولايات المتحدة. بالإضافة إلى ذلك، تم تكريمه لتعيينه في فرقة الحماية الرئاسية، التي خدم فيها من عام 2004 إلى 2008 أثناء وجوده في مدينة نيويورك كجزء من استجابة جهاز الخدمة السرية لهجمات 11 سبتمبر. وكان لاحقًا عضوًا في لجنة القضاء بمجلس الشيوخ الأمريكي من عام 2008 إلى عام 2011.
وعمل رو ايضا مع العديد من المنظمات الحكومية ومنظمات إنفاذ القانون خلال فترة عمله في جهاز الخدمة السرية الأمريكي. قام بتنسيق أنشطة ما يقرب من 7000 فرد خلال حدث أمني خاص على مستوى الحكومات الفيدرالية والولائية والمحلية في عام 2016. وفيما يتعلق بالأمن السيبراني، قاد رو إنشاء العديد من المنتجات التحليلية أثناء عمله في مهمة مشتركة مع المجلس الوطني للاستخبارات عام 2013. وفي وقت لاحق، اعتبرت أجهزة الاستخبارات الأميركية منتجاتها من بين أكثر التقييمات موثوقية للصعوبات والمخاطر التي تواجه الأمن القومي في البلاد.
شغل رو مناصب تنفيذية كرئيس لهيئة المديرين عام 2021، ونائب مساعد مدير مكتب العمليات الوقائية من 2018- 2021، ونائب مساعد مدير مكتب الشؤون الحكومية والتشريعية بين الحكومات من 2017 - 2018. وبعد ذلك عمل في الوكالة كمساعد مدير لمكتب الشؤون الحكومية والتشريعية. وكان مسؤول عن الإشراف على تفاعلات جهاز الخدمة السرية مع وزارة الأمن الداخلي، والكونجرس، وغيرها من الكيانات الحكومية. في أبريل 2023، تم تعيينه نائب لمدير جهاز الخدمة السرية. وبصفته هذه، كان رو مسؤول عن الإشراف المباشر على أنشطة الحماية والتحقيق اليومية للوكالة. بالإضافة إلى الإشراف على سياسة الوكالة، فقد جلب تقنيات جديدة لتعزيز تدابيرها الدفاعية المضادة.
مديرة الخدمة السرية كيمبرلي تشيتل، التي كانت في ميلووكي، ويسكونسن، في 13 يوليو 2024، أثناء محاولة اغتيال دونالد ترامب في بتلر، بنسلفانيا،  تعرضت لانتقادات واعتبرت أداء الوكالة "غير مقبول"، لكنها رفضت التنحي.    في 17 يوليو، قدم رو إحاطة للمشرعين بشأن تقدم التحقيق في الحادث وأوجه القصور في جهاز الخدمة السرية.  في مقابلة مع صحيفة وول ستريت جورنال، دافع عن المخرجة وسط دعوات متزايدة لإقالتها، قائلاً: "عندما تكون في خضم أزمة، يتطلب الأمر صلابة وذكاءً وقليلاً من الاستراتيجية". وأضاف: "وهي تُظهر كل هذه الصفات في هذا الوقت".  في 23 يوليو/تموز 2024، أعلنت شيتل استقالتها في مواجهة انتقادات متزايدة بسبب إخفاقاتها الأمنية ودعوات لاستقالتها من الجمهوريين والديمقراطيين على حد سواء. 

### القائم بأعمال مدير جهاز الخدمة السرية
في 23 يوليو 2024، قام أليخاندرو مايوركاس، وزير الأمن الداخلي، الذي يشرف على جهاز الخدمة السرية، بتعيين رو رئيسًا مؤقتًا للوكالة. في رسالةٍ للموظفين حصلت عليها وكالة أسوشيتد برس، صرّح رو: "في هذه اللحظة، يجب أن نحافظ على تركيزنا". وأضاف: "سنُعيد بناء ثقة الشعب الأمريكي بنا، بالإضافة إلى الثقة التي وُضعت فينا لحمايتهم".
في شهادته أمام الكونجرس الأمريكي في سبتمبر 2024، وصف رو محاولة اغتيال ترامب في بنسلفانيا بأنها "فشل على مستويات متعددة".  بعد محاولة اغتيال أخرى مشتبه بها ضد ترامب في فلوريدا، أشاد رو بوكيل الخدمة السرية للدفاع عن ترامب، بينما اعترف بأن الخدمة السرية فشلت في تمشيط ملعب الجولف حيث وقعت المحاولة.   في أعقاب محاولتي اغتيال ترامب، أمر رو " بتغيير جذري " في واجبات الحماية التي تقوم بها الخدمة السرية، مشيرا إلى أن الوكالة بحاجة إلى الانتقال من "نموذج رد الفعل" إلى "نموذج الاستعداد". 
في ديسمبر 2024، أدلى رو بشهادته أمام الكونجرس، وتحمل المسؤولية عن إخفاقات الوكالة وحدد التدابير التصحيحية.  وأعلن عن مبادرات تشمل تعزيز الأصول الفنية، وتوسيع نطاق الموظفين، وتحسين جهود الاحتفاظ بالموظفين، وتعيين "مسؤول صحة رئيسي" جديد لدعم الصحة العقلية.  تهدف هذه الإصلاحات إلى معالجة الثغرات في الاستخبارات والاتصالات والبروتوكولات الوقائية.  وشهدت الجلسة، التي أجريت في إطار تحقيق مشترك بين الحزبين، تبادلا للآراء متوترا. وانتقد النائب الأمريكي بات فالون رو لعدم نشره وحدات حماية إضافية ولغيابه عن موقع التجمع بعد الهجوم.  رفض رو الإجابة على الأسئلة، مؤكدًا على التحسينات المستمرة ورفض ادعاءات تسييس دوره.
أعطى رو الأولوية لإعداد جهاز الخدمة السرية للتحديات المستقبلية، بما في ذلك الانتخابات الرئاسية الأمريكية لعام 2028، مع خطط لتوظيف ما يقرب من 1000 عميل خاص جديد بحلول عام 2025. ركزت قيادته أيضًا على الإصلاح الثقافي، وتنمية القيادة، والتعاون مع شركاء مثل وكالة مشاريع البحوث داربا لدمج التقنيات المتقدمة، مثل أنظمة الأمن المستقلة في المواقع البارزة.